# Eudoxoides spiralis
Eudoxoides spiralis is een hydroïdpoliep uit de familie Diphyidae. De poliep komt uit het geslacht Eudoxoides. Eudoxoides spiralis werd in 1911 voor het eerst wetenschappelijk beschreven door Bigelow. 